# Nazionale maschile di calcio a 5 dell'Ungheria
La nazionale di calcio a 5 dell'Ungheria è, in senso generale, una qualsiasi delle selezioni nazionali di Calcio a 5 della Magyar Labdarúgó Szövetség che rappresentano l'Ungheria nelle varie competizioni ufficiali o amichevoli riservate a squadre nazionali.
Questa squadra nazionale è stata la prima a vincere un trofeo internazionale costituito dalla FIFA per la promozione del football five, infatti a Budapest, nel novembre del 1986, la nazionale ungherese vinse il primo dei tre FIFA Futsal Tournament giocati tra il 1986 ed il 1987. L'Ungheria ha poi partecipato ai mondiali australiani della FIFUSA nel 1988, rimanendo però esclusa al primo turno senza punti.
Due mesi più tardi rispetto al mondiale australiano, l'Ungheria scese in campo in Olanda per il primo mondiale targato FIFA, le squadre europee si trovarono più pronte all'evento rispetto ai campionati del mondo della FIFUSA, e l'Ungheria raggiunse brillantemente il secondo turno dove però venne eliminata nel girone con Paesi Bassi, Belgio e Italia. Questa è l'ultima presenza ungherese al campionato del mondo, mentre nei campionati continentali non è andata oltre un'unica presenza datata 2005 in Repubblica Ceca dove venne eliminata al primo turno. Per l'Ungheria si registra la presenza, e il quarto posto finale, anche nel Mundialito del 1994 a Milano.

## Palmarès

### Campionati mondiali
- La squadra nazionale ungherese ha partecipato a due campionati del mondo, nel 1988 e 1989, in quest'ultimo è approdata al secondo turno, suo miglior risultato di sempre.

### Campionati europei
- La squadra nazionale ungherese ha partecipato a una sola fase finale del campionato europeo nel 2005, uscendo al primo turno senza ottenere punti

## Risultati nelle competizioni internazionali

### Campionato mondiale di calcio a 5
- 1982 - non presente
- 1985 - non presente
- 1988 - Primo turno

### FIFA Futsal World Championship
- 1989 - Secondo turno
- 1992 - non qualificata
- 1996 - non qualificata
- 2000 - non qualificata
- 2004 - non qualificata

### UEFA Futsal Championship
- 1996 - non presente
- 1999 - non qualificata
- 2001 - non qualificata
- 2003 - non qualificata
- 2005 - Primo turno